# تريومف تايجر 955 آي
تريومف تايجر 955 آي(بالإنجليزية: Triumph Tiger 955i)‏ هي دراجة نارية من تصنيع شركة تريومف في الفترة من 2001 وحتى 2006.